# Jean Quan
Lai Jean Quan (cinese tradizionale: 關麗珍; pinyin: Guān Lì Zhēn; Livermore, 21 ottobre 1949) è una politica statunitense, sindaca di Oakland dal 2011 al 2015.

## Biografia

### Primi anni e vita privata
Jean Quan nacque a Livermore, in una famiglia di origini cinesi: il suo bisnonno era emigrato a San Francisco da Kaiping nel 1870. In seguito al terremoto di San Francisco del 1906, i Quan si trasferirono ad Oakland, dove si stabilirono definitivamente. Il padre di Jean morì quando lei aveva appena cinque anni e la madre dovette svolgere più lavori per mantenere la famiglia. Jean Quan studiò presso l'Università della California - Berkeley e successivamente sposò il dottor Floyd Huen, medico di medicina interna nella contea di Alameda. Mentre era studentessa, partecipò alle proteste note come Third World Strike, che miravano al riconoscimento della storia e della cultura delle minoranze all'interno dei programmi di studio. Lei lavorò come sindacalista per la Service Employees International Union e svolse il ruolo di interprete negli ospedali, divenendo molto attiva nella tutela degli operatori sanitari.

### Carriera politica

#### Consiglio scolastico di Oakland

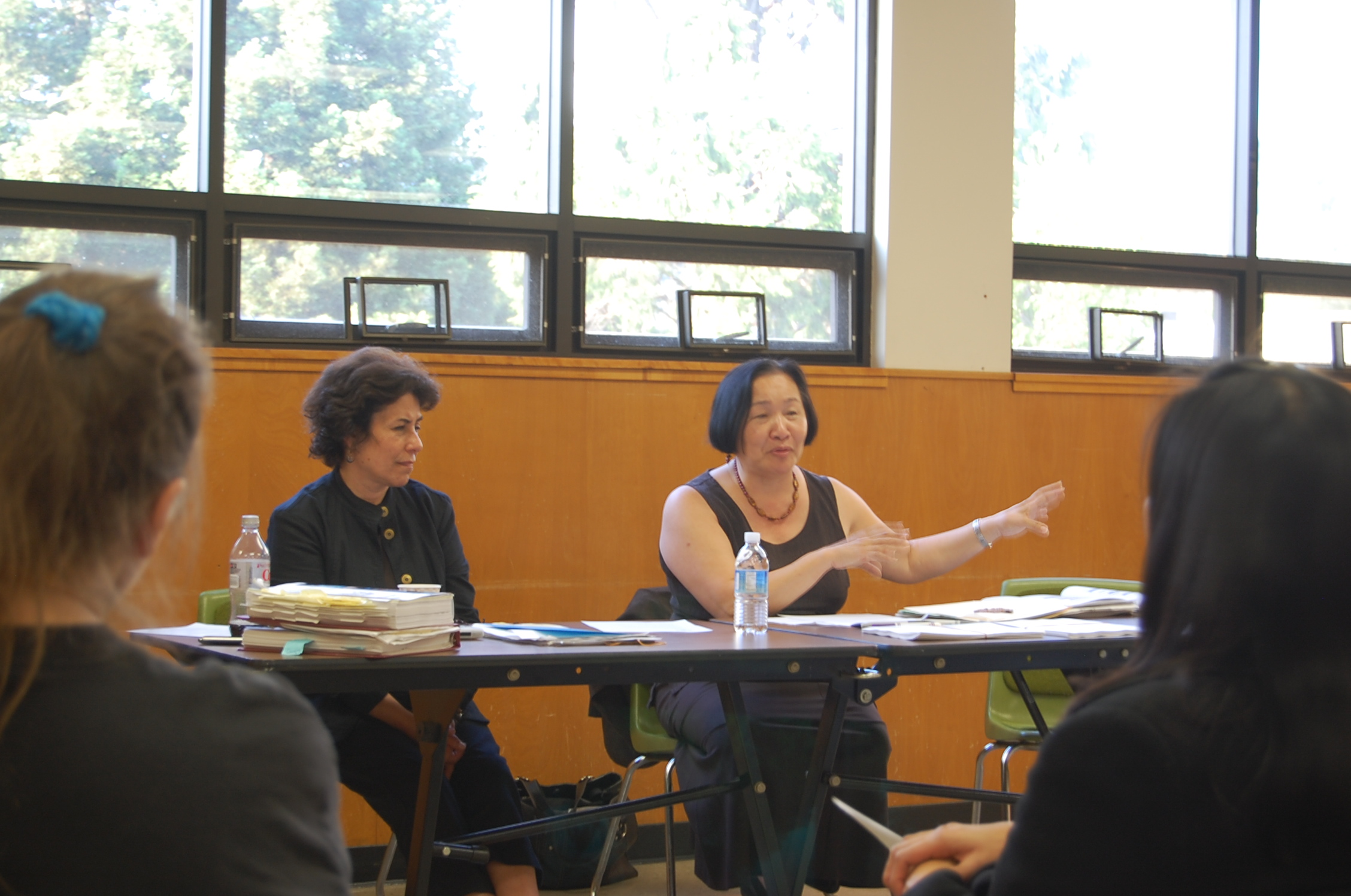
Jean Quan nel 2009

L'attivismo politico di Jean Quan ebbe seguito quando il distretto scolastico che gestiva le scuole pubbliche frequentate dai suoi figli minacciò di eliminare l'insegnamento della musica dai programmi; la signora Quan capeggiò un gruppo di genitori che protestavano contro il progetto di chiusura e che, alla fine, riuscirono a convincere il consiglio scolastico a preservare la musica. L'anno seguente, Jean Quan venne eletta all'interno del consiglio scolastico, dove restò per tre mandati. Fu una delle prime donne a far parte del consiglio e arrivò a presiederlo; in questa veste, sostenne l'aumento degli aiuti economici per gli studenti più poveri e immigrati, una maggiore inclusione della storia delle minoranze nei libri di testo, servizi pubblici di doposcuola e l'espansione dei programmi di istruzione.
Nel 1997 il consiglio presieduto da Jean Quan giunse alla cronaca nazionale quando emerse che nei programmi scolastici fosse stato inserito l'utilizzo dell'inglese afro-americano vernacolare; i critici sollevarono l'accusa che questo fosse un modo per legittimare il linguaggio povero negli studenti afroamericani, ma il consiglio si difese sostenendo che l'obiettivo di partenza fosse quello di migliorare il modo in cui agli studenti afroamericani veniva insegnato a leggere e scrivere l'inglese standard.

#### Amministratrice comunale
Nel 2002, Jean Quan venne eletta all'interno del consiglio comunale di Oakland. Come consigliera, si occupò di promuovere programmi pubblici per l'istruzione, ampliamento dei servizi bibliotecari che rischiavano la chiusura, strategie di prevenzione della criminalità e della violenza, proposte di tutela dell'ambiente tramite la diffusione di misure di sostenibilità. Nel 2010, insieme alla collega Rebecca Kaplan, fu indagata dalla polizia di Oakland per il comportamento assunto durante una protesta conseguente alla condanna di un ex agente di polizia che aveva ucciso un cittadino in una sparatoria. La polizia sostenne che le due consigliere comunali si fossero unite ad una "catena umana" che aveva impedito agli agenti di sgomberare la strada, ma le due si difesero affermando di aver agito in veste di "forze di pace".

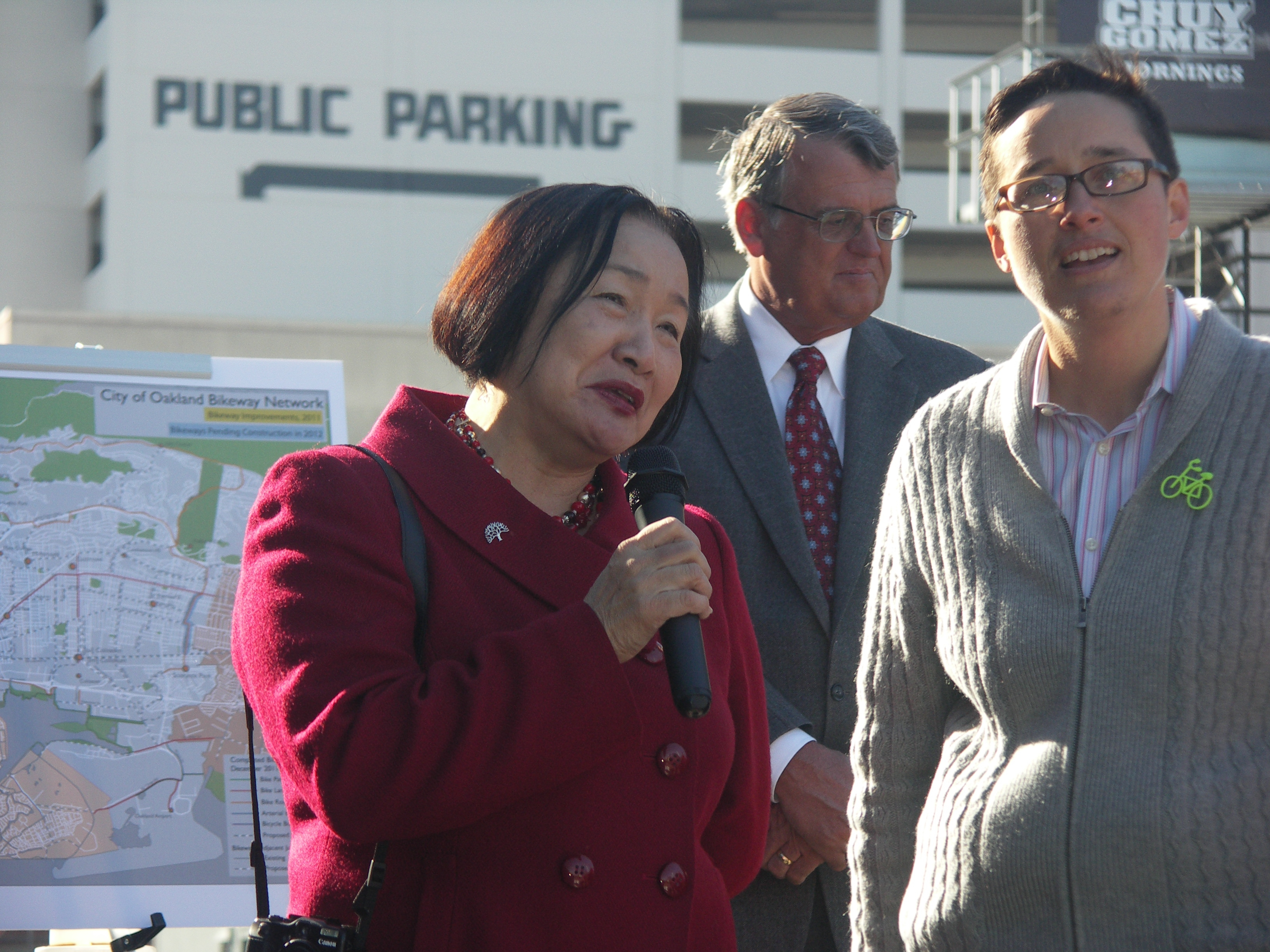
Jean Quan ad un evento pubblico nel 2011

#### Sindaca di Oakland
Nel 2010, quando il sindaco in carica Ron Dellums annunciò che non avrebbe richiesto agli elettori un secondo mandato, Jean Quan avanzò la propria candidatura per il ruolo di primo cittadino. Pur di ottenere i fondi necessari a concorrere, chiese un'ipoteca sulla propria casa. Nonostante i pronostici, che non la vedevano come favorita, riuscì alla fine a prevalere sull'avversario Don Perata con 53.897 voti su 105.769 voti validi (50,96% delle preferenze totali).
Jean Quan divenne la prima donna e la prima persona asiatica a rivestire la carica di sindaco di Oakland.
Nei suoi primi sei mesi di mandato, incontrò oltre tremila cittadini in otto riunioni, con l'obiettivo di costruire insieme l'agenda politica. Tra i propositi di Quan ci fu quello di ridurre il degrado sociale nella città, che contava un elevatissimo tasso di omicidi e reati. Nel corso della campagna elettorale la stessa Quan era rimasta vittima di un crimine quando un uomo le aveva scippato la borsetta fuori da un negozio di alimentari; la donna aveva affermato che le cause fossero da imputare alla mancanza di opportunità lavorative in città, ma questa dichiarazione venne contestata dagli opinionisti politici che la accusarono di aver banalizzato la questione con una risposta politicamente corretta e poco accurata.

#### Critiche e controversie
Uno dei compiti più difficili per la sindaca fu quello di gestire l'economia cittadina: entrando in carica, ereditò un deficit pubblico superiore a 40 milioni di dollari. Già durante la campagna elettorale, Jean Quan aveva sostenuto che sarebbe stato impossibile per la nuova amministrazione sanare il bilancio nel giro di quattro anni. Per mandare un messaggio pubblico ai cittadini, Quan annunciò un taglio del 25% al proprio stipendio. Nel 2013, la città di Oakland dovette restituire 600.000 dollari di fondi federali; la sindaca Quan affermò di aver ereditato una situazione difficile dalla precedente amministrazione, che a suo dire non aveva speso correttamente i finanziamenti ricevuti.

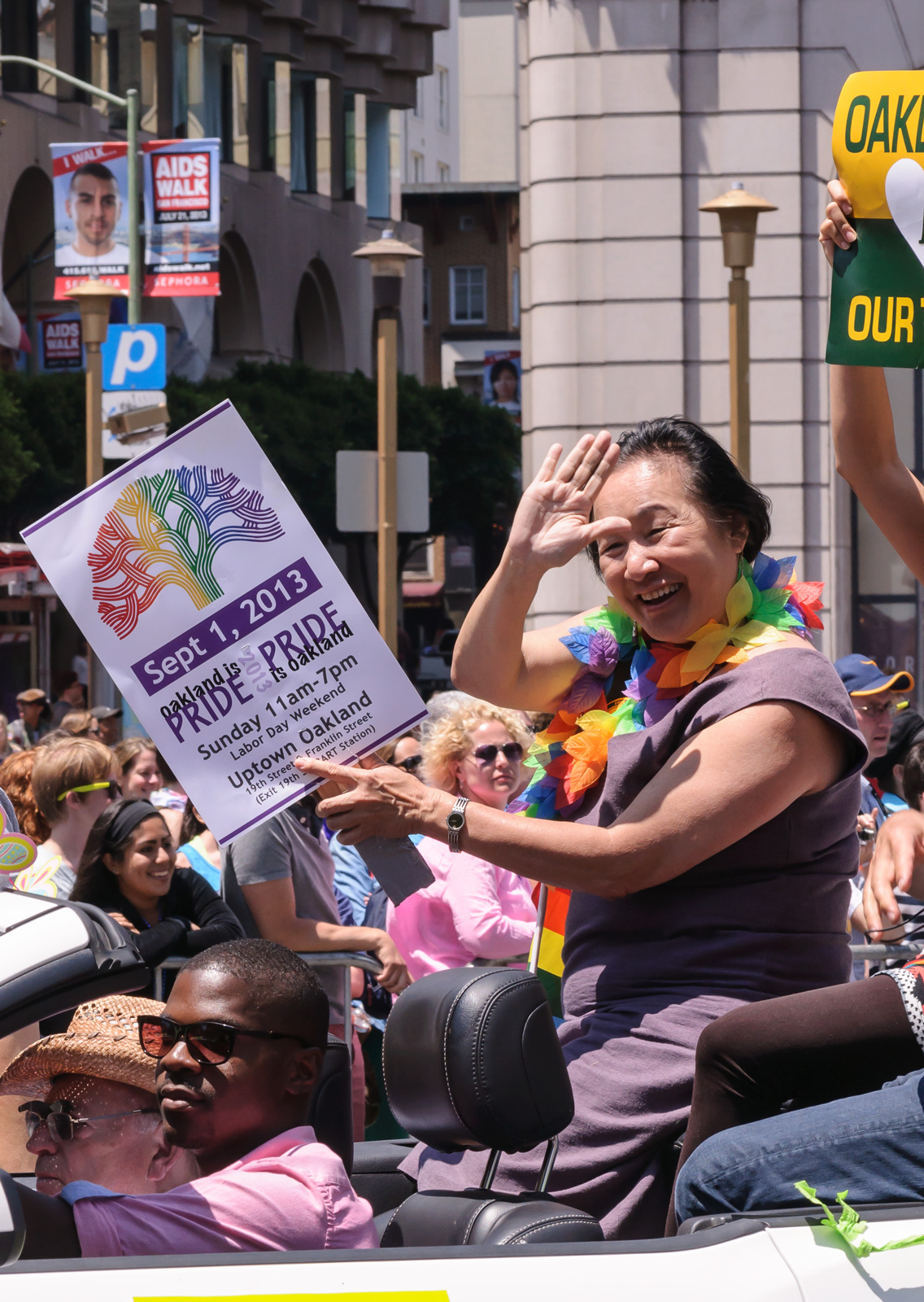
Jean Quan alla parata del Pride di San Francisco nel 2013

Tra le questioni che intaccarono maggiormente l'immagine della sindaca Quan ci fu la sua gestione delle proteste sociali avvenute con l'emersione dell'Occupy Movement; la città visse un periodo di fortissimi scontri tra cittadini e forze dell'ordine, che videro anche l'impiego della violenza. L'assenza di controllo rispetto alla protesta valse alla sindaca numerose critiche a livello nazionale e, nonostante si fosse scusata pubblicamente, ricevette fischi e contestazioni da parte della cittadinanza. Pur mostrandosi comprensiva con le posizioni dei manifestanti e consentendo l'occupazione pacifica, non venne ritenuta in grado di riportare l'ordine. Quando 500 agenti di polizia ricevettero l'ordine di usare gas lacrimogeni e manganelli per sgomberare le strade in cui si erano riversati i manifestanti, la sindaca si trovava a Washington; rilasciò una dichiarazione il giorno dopo, plaudendo al capo della polizia che a suo avviso era riuscito ad ottenere "una risoluzione per lo più pacifica di una situazione che si è deteriorata e ha preoccupato la nostra comunità". In realtà, durante la notte, centinaia di poliziotti avevano utilizzato gas lacrimogeni e granate stordenti contro i manifestanti; l'ufficio del sindaco fu sommerso di richieste di rilascio dei manifestanti che erano stati tratti in arresto e lei, intervistata dalla stampa, affermò di non essere a conoscenza di tutti i fatti ma di difendere "il 99%" dei poliziotti. In segno di dissenso con le posizioni dell'amministrazione, il difensore civico Dan Siegel rassegnò le proprie dimissioni e altrettanto fece la vicesindaca Sharon Cornu.
Un gruppo cospicuo di cittadini lanciò una petizione per sottoporre la sindaca ad una recall election e puntò a raccogliere le 20.000 firme necessarie per indire il referendum. Dal canto suo, Jean Quan rispose affermando: "L'ultima cosa di cui abbiamo bisogno è una campagna di recall divisiva e costosa. In vent'anni al servizio di Oakland, il mio unico programma è stato quello di lavorare sodo per la nostra città diversificata". I proponenti ottennero solo 17.000 firme, non riuscendo quindi a raggiungere la soglia per riportare la cittadinanza alle urne.
Un sondaggio condotto dalla CBS alla soglia dei primi cento giorni di mandato aveva evidenziato che la sindaca avesse l'approvazione dei cittadini in un rapporto di 2 a 1 e Capitol Weekly inserì Jean Quan nella lista dei "10 buoni sindaci" della California. Un secondo sondaggio della CBS condotto sei mesi dopo, all'indomani delle dimissioni del capo della polizia Anthony Batts, mostrò un indice di gradimento del 28%, con il 69% degli intervistati che rispose di avere "poca o nessuna fiducia" rispetto alla capacità della sindaca di ridurre i problemi con la criminalità in città.
In seguito alle vicende di Occupy, Jean Quan restò impopolare tra i cittadini di Oakland. Un sondaggio di SurveyUSA del 2013 mise in luce un notevole calo di gradimento dei cittadini nei confronti della sindaca rispetto a chi l'aveva preceduta; il 60% dei residenti disapprovava l'operato della signora Quan e la comunità asiatica le assegnò i voti più bassi, con il 67% di disapprovazione.
Nel 2014, Jean Quan si candidò per un secondo mandato ma venne sconfitta nettamente da Libby Schaaf. Nel passaggio di consegne con la nuova sindaca, Quan rivendicò la bontà del proprio operato, dicendosi fiera del lavoro svolto; anche nel discorso di concessione della gara, la signora Quan aveva sostenuto che la nuova sindaca avrebbe ereditato una città con tassi di criminalità e disoccupazione in calo e in cui era stata avviata una rinascita economica.